# 건자역
건자역(乾自驛)은 함경남도 북청군에 있는 평라선의 철도역이다. 

## 연혁
- 1928년 9월 1일: 영업 개시[1]

## 같이 보기
- 조선민주주의인민공화국의 철도